# Carlia bicarinata
Carlia bicarinata là một loài thằn lằn trong họ Scincidae. Loài này được Macleay mô tả khoa học đầu tiên năm 1877.